# Chrétien Urhan

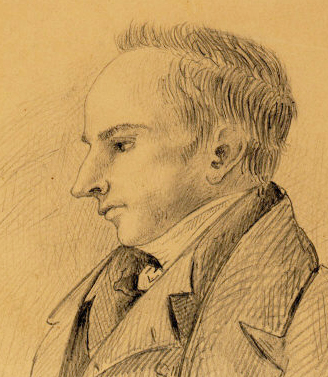
Chrétien Urhan.

Chrétien Urhan, född 16 februari 1790 i Montjoie, nära Aix-la-Chapelle, Frankrike, död 2 november 1845 i Belleville nära Paris i Frankrike, var en fransk tonsättare. 
Kejsarinnan Josephine bekostade hans undervisning i Paris. Giacomo Meyerbeer skrev solot i första akten av Operan Hugenotterna (Raouls Romance) för Urhan efter att han hört honom spela Viole d'amour. Urhan utnämndes 1830 till förste soloviolinist på Stora operan i Paris och tjänstgjorde som organist i Église Saint-Vincent-de-Paul i Paris. Han komponerade bland annat stråkkvartetter, pianostycken och romanser.

## Verk
- Se, tidens timglas sjunker